# L'Écran fantastique
L'Écran fantastique est un magazine mensuel français de cinéma fantastique créé en 1969 avec une parution irrégulière sous différents format et qui redémarre officiellement avec une nouvelle formule à partir du numéro 1 en 1977,.
À partir de janvier 2020, le magazine se scinde en deux, un titre nommé L'Écran Fantastique Reboot consacré à l'actualité et un titre nommé L'Écran Fantastique Vintage consacré à des dossiers sur l'histoire du cinéma fantastique et de science-fiction,.